# 3 de abril
El 3 de abril es el 93.º (nonagésimo tercer) día del año del calendario gregoriano y el 94.º en los años bisiestos. Quedan 272 días para finalizar el año.

## Acontecimientos
- 1492 a. C.: sucede el eclipse lunar (saros 37).[1]
- 33: Según la Iglesia Cristiana, Crucifixión de Jesús de Nazaret
- 1043: en Inglaterra, Eduardo el Confesor es coronado rey.
- 1077: en Friuli (Italia) se constituye el primer parlamento de la región.
- 1139: en Roma, los líderes de la Iglesia católica comienzan el Segundo Concilio de Letrán.
- 1493: en Barcelona, los Reyes Católicos reciben con todos los honores a Cristóbal Colón.
- 1559: se firma el tratado de paz de Cateau-Cambrésis.
- 1588: en Argentina, Juan Torres de Vera y Aragón funda la aldea de San Juan de Vera de las Siete Corrientes, ahora la ciudad de Corrientes.
- 1744: Durante la Semana Santa, el Santo Grial de la Catedral de Valencia se escurre entre las manos del canónigo Vicente Frígola partiéndose en dos. Aunque fue reparado esa misma tarde, la impresión del accidente fue tal que el canónigo enfermó y murió días después.
- 1818: en la villa de San Carlos (en la provincia argentina de Corrientes) ―en el marco de la invasión lusobrasileña― los portugueses (liderados por el carioca Francisco das Chagas Santos) vencen a los argentinos (liderados por el guaraní Andresito Guasurarí y Artigas) en el último de los cuatro días de la batalla de San Carlos.
- 1834: en Turquía, varios generales de la Guerra de Independencia Griega son juzgados por traición.
- 1860: en Estados Unidos se inaugura el servicio postal del Pony Express.
- 1868: en las islas Hilea y Kau (sudeste de las islas Hawái) a las 2:25 de la madrugada sucede un terremoto de magnitud 7,9 en la escala sismológica de Richter y deja un saldo de 77 muertos. Fue el terremoto más fuerte en la Historia de este archipiélago.
- 1872: en Antioquía (Turquía), un terremoto de magnitud 7,5 deja un saldo de 1200 víctimas.
- 1872: en México, Benito Juárez comunica al representante cubano su autorización de entrada a los puertos mexicanos de barcos con bandera cubana.
- 1872: en Antioquía (Turquía), un terremoto de magnitud 7,5 deja un saldo de 1200 víctimas.
- 1882: en los Estados Unidos es asesinado Jesse James, el bandido más famoso del Oeste, tras 16 años de persecución.
- 1885: En Alemania, el ingeniero Gottlieb Daimler obtiene una patente por su diseño de motor.
- 1895: comienza el juicio por libelo a Oscar Wilde, y que acabaría con el encarcelamiento del escritor por homosexualidad.
- 1896: en Francia, primera exhibición pública de una película de Georges Méliès.
- 1904: Se disputa el primer partido oficial del Málaga Football Club (primer partido oficial de la ciudad de Málaga).
- 1905: en Buenos Aires se funda el Club Atlético Boca Juniors.
- 1917: en Rusia, Vladímir Lenin arriba a la ciudad de Petrogrado después de su exilio en Suiza.
- 1922: en Moscú, Iósif Stalin se convierte en el primer secretario general del Partido Comunista de la Unión Soviética.
- 1925: en la ciudad suiza de Ginebra se constituye la Unión Internacional de Radiodifusión.
- 1930. se inician las comunicaciones radiotelefónicas entre Estados Unidos y Chile.
- 1933: en Nepal, aviadores británicos sobrevuelan el monte Everest batiendo la marca de los 10 000 metros de altura.
- 1936: Bruno Richard Hauptmann es ejecutado por el rapto y la muerte de Charles Augustus Lindbergh, Jr., bebé del piloto Charles Lindbergh.
- 1938: en la provincia de Shandong, a 690 km al sur de Pekín (China) ―en el marco de la segunda guerra sino-japonesa (1937-1945)― continúa la Batalla de Taierzhuang (24 de marzo a 7 de abril de 1938), en que el ejército de la República de China vencerá al ejército del Imperio del Japón. Se trata de la primera gran victoria china de la guerra. Humilló al ejército japonés y destrozó para siempre su reputación como «fuerza invencible».
- 1942: en el marco de la Segunda Guerra Mundial, tropas japonesas comienzan el asalto a las tropas estadounidenses y filipinas en la península de Bataán.
- 1946: en Filipinas, el teniente general Masaharu Homma es ejecutado por las fuerzas filipinas a causa de la Marcha de la Muerte de Bataán.
- 1948: Estados Unidos firma el Plan Marshall, programa de ayuda financiera para la reconstrucción de los países europeos devastados durante la Segunda Guerra Mundial.
- 1948: en la provincia Jeju (Corea del Sur) comienza un período de violencia y de abusos de derechos humanos.
- 1950: en la ciudad de Cuenca, Ecuador, el río Tomebamba se sale de su cauce, a causa de las continuas lluvias producidas en aquel año, llevándose todo lo que estaba a su paso.
- 1955: en Bélgica perecen 39 niños en el incendio de una sala de cine.
- 1955: en Nueva York, la Unión Estadounidense de Libertades Civiles anuncia que defenderá al poeta Allen Ginsberg, al que el Gobierno anunció que encarcelará por cargos de obscenidad debido a la publicación de su libro Howl (Aullido).
- 1959: en Santa Fe de Veraguas (Panamá) un grupo de 20 jóvenes revolucionarios dan inicio al Levantamiento Armado de Cerro Tute.
- 1959: en La Habana ―en los comienzos de la Revolución cubana― Armando Hart informa en conferencia de prensa la creación de 5000 escuelas rurales en toda Cuba.
- 1959: en una casa de Buenavista (Marianao) cae combatiendo Guido Fuentes Jiménez en un enfrentamiento con masferreristas.
- 1959: en Cuba, Ernesto ''Che'' Guevara llega al frente de su columna a La Habana y toma la Fortaleza de La Cabaña.
- 1961: en Washington (Estados Unidos), el Gobierno del presidente John F. Kennedy publica el Libro blanco, que ―mediante calumnias insostenibles― trata de demostrar que Cuba es un peligro para la seguridad de ese país, y rompe relaciones diplomáticas con Cuba.
- 1961: en el cerro Las Lástimas (Chile) se estrella un DC-3 de la empresa LAN Airlines; entre los muertos hay 8 jugadores de Green Croos.
- 1961: en Australia es avistado un grupo de falangeros de Leadbeater o falangeros del río Bass (Gymnobelideus leadbeateri) ―una especie de marsupial diprotodonto de la familia Petáuridae― que se creía desaparecido desde hace 72 años.
- 1970: el boxeador Urtain se proclama campeón europeo de los pesos pesados.
- 1971: en Japón se transmite por primera vez Kamen Rider por NET TV (Actualmente llamada TV Asahi)
- 1973: Martin Cooper de la compañía Motorola realiza la primera llamada móvil a Joel S. Engel de la compañía Bell Labs. A pesar de eso, la compañía tardó diez años en comercializar el primer modelo móvil: el DynaTAC 8000X.[2]
- 1974: En Estados Unidos sucede un tornado, el segundo más potente de su historia (superado solo por el de 2011). Deja 315 muertos y más de 5500 heridos.
- 1975: Anatoly Karpov se convierte en campeón del mundo de ajedrez por incomparecencia de Bobby Fischer.
- 1979: en España se realizan las primeras elecciones municipales democráticas después de la dictadura franquista.
- 1981: en la Feria Informática de la Costa Oeste, en la ciudad de San Francisco (California), se presenta Osborne 1, la primera computadora de escritorio exitosa.
- 1994: Canal 13 (Argentina) cambia su imagen corporativa, reemplazando las vainillas por el Sol Tetracolor.[3]
- 1996: en el estado de Montana (Estados Unidos) el supuesto Unabomber (Theodore Kaczynski) es capturado en su apartamento.
- 1997: En Argelia comienza la masacre de Thalit: los 54 habitantes de la aldea de Thalit son atacados por paramilitares islámicos. Queda un solo sobreviviente.
- 2000: en El Ejido (Almería) vuelve la tensión al arder algunas chabolas de inmigrantes y varios coches e invernaderos de residentes.
- 2002: en Tucumán (Argentina) desaparece Marita Verón, víctima de la trata de personas, sin conocerse paradero alguno hasta la actualidad.
- 2004: en Madrid, varios terroristas islamistas involucrados en el 11-M se inmolan durante el asalto de los Geos a su apartamento situado en Leganés, al sur de Madrid.
- 2005: en la basílica de San Pedro (Ciudad del Vaticano) comienza la exhibición de los restos del papa Juan Pablo II.
- 2007: en Francia, un tren supera el récord mundial de velocidad.
- 2008: en Estados Unidos, ATA Airlines ―que alguna vez fue una de las diez más grandes empresas aéreas del país― entra en bancarrota por segunda vez en cinco años, y cesa todas sus operaciones.
- 2008: en Texas (Estados Unidos), la policía rodea una gran «hacienda» (ranch) de la Iglesia Fundamentalista de Jesucristo de los Santos de los Últimos Días. Finalmente 533 mujeres y niños son tomados bajo cuidado estatal.
- 2009: Se emite en Japón el primer capítulo de la serie K-On! animado por la casa de animación Kyoto Animation.
- 2010: en California, la empresa Apple lanza al mercado la primera generación del iPad, una computadora con forma de tableta.
- 2016: se dan a conocer los denominados Panama Papers, que revelan las 214 488 cuentas offshore ―escondidas en guaridas fiscales― de centenares de políticos de varios países del mundo.
- 2017: en San Petersburgo (Rusia) sucede un atentado terrorista en el metro (tren subterráneo). Mueren 14 personas y decenas son heridas.
- 2018: En California sucede el tiroteo de la sede de YouTube.
- 2021: en El Cairo se realiza el Desfile dorado de los faraones con el que se trasladan veintidós momias, incluidos dieciocho reyes y cuatro reinas desde el Museo Egipcio de El Cairo al Museo Nacional de la Civilización Egipcia.
- 2021: mediante Twitter, el presidente de Argentina, Alberto Fernández, confirmó que es positivo de COVID-19.
- 2022: En Costa Rica se lleva a cabo la elección presidencial, en manera de balotaje, para elegir al presidente del período 2022-2026. Se enfrentan José María Figueres del Partido Liberación Nacional y Rodrigo Chaves del Partido Progreso Social Democrático. Al final de la noche, Rodrigo Chaves salió vencedor con más del 52% de los votos.

## Nacimientos
- 1016: Xing Zong de Liao, emperador chino (f. 1055).
- 1270: William Wallace, soldado escocés (f. 1305).
- 1366: Enrique IV, rey inglés (f. 1413).
- 1593: George Herbert, poeta, orador y sacerdote inglés (f. 1633).
- 1639: Alessandro Stradella, compositor italiano (f. 1682).
- 1643: Carlos V de Lorena, aristócrata alemán (f. 1690).
- 1683: Mark Catesby, naturalista inglés (f. 1749).
- 1693: George Edwards, naturalista y ornitólogo inglés (f. 1773).
- 1699: Jean-Baptiste Forqueray, compositor francés (f. 1782).
- 1715: William Watson, médico y físico británico (f. 1787).
- 1770: Theodoros Kolokotronis, líder militar griego (f. 1843).
- 1778: Pierre Bretonneau, médico francés que realizó la primera traqueotomía exitosa (f. 1862).
- 1783: Washington Irving, cuentista, ensayista, biógrafo e historiador estadounidense (f. 1859).
- 1791: Anne Lister, escritora británica (f. 1840).
- 1798: Charles Wilkes, militar, explorador y geógrafo estadounidense del polo sur (f. 1877).
- 1812: Luisa María de Francia, reina belga (f. 1850).
- 1814: Lorenzo Snow, líder religioso estadounidense (f. 1901).
- 1822: Edward Everett Hale, historiador y escritor estadounidense (f. 1909).
- 1827: Benito Soriano Murillo, pintor español (f. 1891).
- 1833: Vicente Suárez, militar mexicano (f. 1847).
- 1848: Arturo Prat Chacón, héroe naval chileno (f. 1879).
- 1857: Dolores Aleu Riera, primera mujer licenciada en Medicina de España (f. 1913).
- 1859: Álvaro Iglesias, periodista y narrador español.
- 1863: Henry Van de Velde, arquitecto, decorador y pintor belga (f. 1957).
- 1871: José Juan Tablada, poeta mexicano (f. 1945).
- 1874: Eduardo Sánchez de Fuentes, compositor y escritor cubano (f. 1944).
- 1880: Jorge Gibson Brown, futbolista y jugador de críquet argentino (f. 1936).
- 1880: Otto Weininger, filósofo austriaco (f. 1903).
- 1881: Alcide De Gasperi, periodista y político italiano, 30.º primer ministro de Italia (f. 1954).
- 1882: Richard Fall, director de orquesta y compositor checo (f. 1945).
- 1885: Allan Dwan, cineasta, productor y guionista canadiense (f. 1981).
- 1885: Marie-Victorin, religioso, botánico y escritor canadiense (f. 1944).
- 1885: St John Philby, arabista y consejero británico (f. 1960).
- 1887: Ricardo Palmerín, músico y compositor mexicano (f. 1944).
- 1890: Manuel Carrasco Formiguera, abogado y político español (f. 1938).
- 1893: Gyula Breyer, ajedrecista húngaro (f. 1921).
- 1893: Leslie Howard, actor británico (f. 1943).
- 1893: Enriqueta Reza, actriz mexicana (f. 1968).
- 1895: Mario Castelnuovo-Tedesco, compositor italiano (f. 1968).
- 1898: George Jessel, actor estadounidense (f. 1981).
- 1898: Henry Luce, periodista estadounidense (f. 1967).
- 1899: David Jack, futbolista británico (f. 1958).
- 1900: Camille Chamoun, presidente libanés (f. 1987).
- 1900: Jorge González von Marées, abogado y político socialista chileno (f. 1962).
- 1903: Lola Álvarez Bravo, fotógrafa mexicana (f. 1993).
- 1903: Lili Kraus, pianista clásica húngara (f. 1986).
- 1904: Dionís Bennássar, artista español (f. 1967).
- 1904: Sally Rand, bailarina y actriz estadounidense (f. 1979).
- 1905: Robert Sink, militar estadounidense (f. 1965).
- 1907: Dalmiro Adaro, militar argentino (f. 1983).
- 1907: Mark Krein, matemático soviético (f. 1989).
- 1910: Alfons Deloor, ciclista belga (f. 1995).
- 1911: Michael Woodruff, cirujano británico (f. 2001).
- 1911: Stanisława Walasiewicz, atleta polaca (f. 1980).
- 1912: Grigoris Lambrakis, político, físico y atleta griego (f. 1963).
- 1915: Piet de Jong, político neerlandés (f. 2016).
- 1916: Herb Caen, periodista estadounidense (f. 1997).
- 1918: Mary Anderson, actriz estadounidense (f. 2014).
- 1918: Enrique Iturriaga, compositor peruano (f. 2019).
- 1918: Sixten Ehrling, director de orquesta sueco (f. 2005)
- 1920: John Demjanjuk, colaborador nazi ucraniano (f. 2012).
- 1921: Darío Moreno, cantante y actor turcofrancés (f. 1968).
- 1921: Jesús Reyes Heroles, político, abogado e historiador mexicano (f. 1985).
- 1921: Jan Sterling, actriz estadounidense (f. 2004).
- 1922: Alberto Dalbes, actor argentino (f. 1983).
- 1922: Doris Day, actriz y cantante estadounidense. (f. 2019).
- 1922: José Hierro, poeta español (f. 2002).
- 1923: Eusebio Sempere, artista español (f. 1985).
- 1924: Beba Bidart, cantante de tangos, actriz y bailarina argentina (f. 1994).

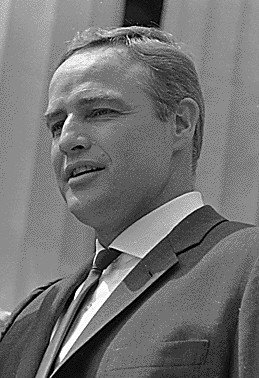
Marlon Brando.

- 1924: Marlon Brando, actor y cineasta estadounidense (f. 2004).
- 1924: Roza Shanina, militar y francotiradora rusa (f. 1945).
- 1926: Gus Grissom, astronauta estadounidense (f. 1967).
- 1928: Earl Lloyd, jugador y entrenador estadounidense de baloncesto (f. 2015).
- 1929: Fazlur Khan, ingeniero y arquitecto bangladesí (f. 1982), diseñador de las Torres Willis y del Centro John Hancock.
- 1929: Poul Schlüter, político danés (f. 2021).
- 1930: Helmut Kohl, político alemán, canciller entre 1982 y 1998 (f. 2017).
- 1930: Mario Benjamín Menéndez, general genocida y político argentino (f. 2015).
- 1932: Nelly Raymond, periodista, conductora, locutora, bailarina y actriz argentina (f. 2020).

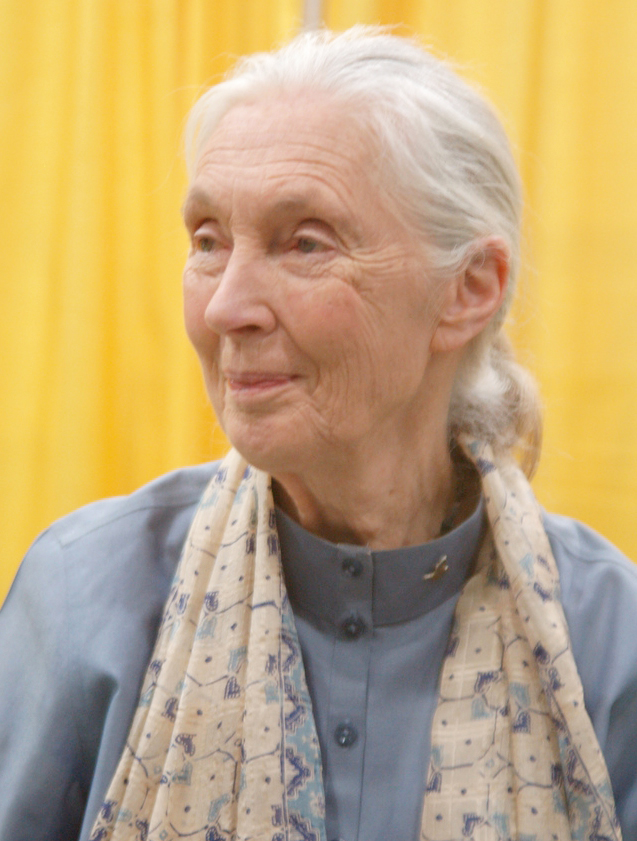
Jane Goodall.

- 1934: Jane Goodall, primatóloga, antropóloga y naturalista británica.
- 1934: Pina Pellicer, actriz mexicana (f. 1964).
- 1934: Salvador Távora, director teatral español (f. 2019).
- 1936: Scott LaFaro, bajista estadounidense de jazz (f. 1961).
- 1936: Jimmy McGriff, organista estadounidense de jazz (f. 2008).
- 1937: Susana Fontana, periodista argentina (f. 2010).
- 1939: Juan Díaz "Cuchuflito", actor argentino.
- 1939: Jacques Kergoat, político e historiador francés (f. 1999).
- 1939: Paul Craig Roberts, economista estadounidense.
- 1941: Eric Braeden, actor alemán.
- 1941: Salvador Sadurní, futbolista español.
- 1942: Marsha Mason, actriz estadounidense.
- 1942: Wayne Newton, cantante estadounidense.
- 1943: Mario Lavista, compositor mexicano (f. 2021).
- 1943: Jonathan Lynn, actor y escritor británico.
- 1943: Richard Manuel, músico, pianista y baterista canadiense, de la banda The Band (f. 1986).
- 1945: Miguel Ángel Fernández Ordóñez, economista y político español.
- 1945: Lil Milagro Ramírez, poetisa y revolucionaria salvadoreña (f. 1979).
- 1945: Catherine Spaak, actriz y cantante italiana (f. 2022).

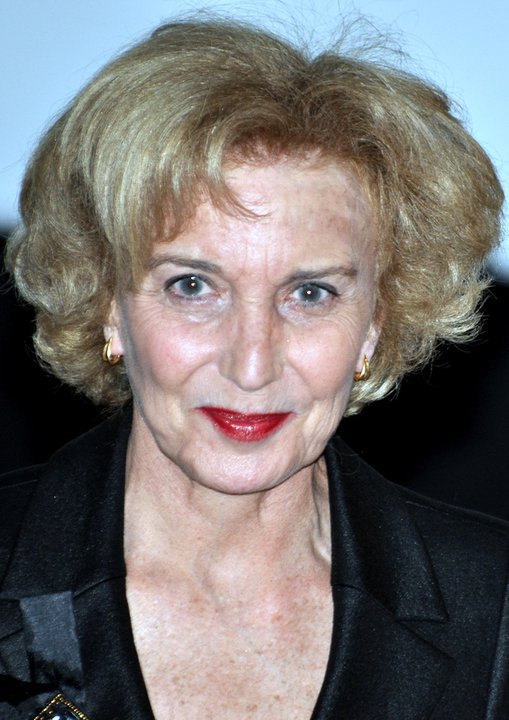
Marisa Paredes.

- 1946: Marisa Paredes, actriz española (f. 2024).
- 1946: Juana Patiño, periodista argentina (f. 2015).
- 1946: Hanna Suchocka, primer ministro polaco.
- 1947: O. S. Thyagarajan, cantante y músico indio (f. 2023).
- 1948: Jaap de Hoop Scheffer, político neerlandés y secretario general de la OTAN.
- 1948: Carlos Salinas de Gortari, político y presidente mexicano.
- 1949: Hugo Carregal, cantante y productor televisivo argentino.
- 1949: Santiago Chamorro, economista y diplomático español (f. 2011).
- 1949: Hans-Georg Schwarzenbeck, futbolista alemán.
- 1949: Óscar Valdés, empresario, militar y político peruano.
- 1950: Sally Thomsett, actriz británica.
- 1951: Cristina Lemercier, actriz argentina (f. 1996).
- 1952: Kiko Veneno, músico español.

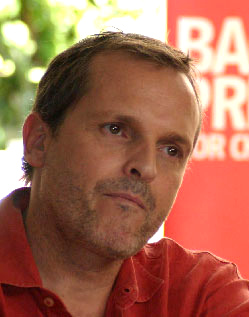
Miguel Bosé.

- 1956: Miguel Bosé, músico pop y cantante español nacido en Panamá.
- 1956: Ray Combs, presentador de televisión estadounidense (f. 1996).
- 1956: Ricardo Iniesta, director teatral español.
- 1956: Eduardo Zaplana, político español.
- 1958: Alec Baldwin, actor, comediante, presentador de televisión y productor estadounidense.
- 1958: Vanna Bonta. escritora y actriz estadounidense (f. 2014).
- 1958: Francesca Woodman, fotógrafa estadounidense (f. 1981).
- 1959: David Hyde Pierce, actor estadounidense.
- 1959: Fermín Vélez, piloto de automovilismo español (f. 2003).
- 1960: Arjen Anthony Lucassen, cantautor neerlandés, de la banda Ayreon.

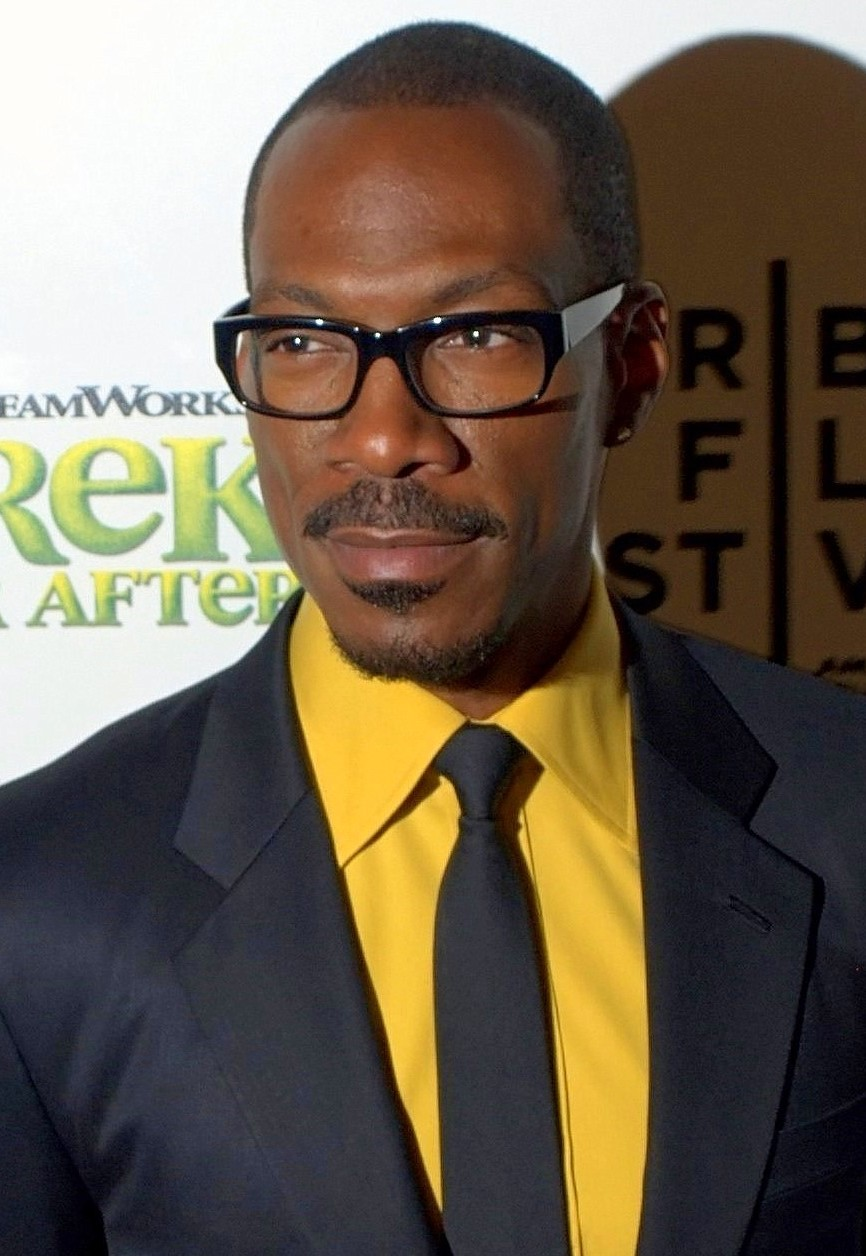
Eddie Murphy.

- 1961: Eddie Murphy, actor, cantante y humorista estadounidense.
- 1962: Mike Ness, guitarrista, compositor y vocalista estadounidense de la banda Social Distortion.
- 1962: Jennifer Rubin, actriz estadounidense.
- 1963: Criss Oliva, músico estadounidense, de la banda Savatage (f. 1993).
- 1963: Nasrín Sotudé, abogado iraní.
- 1963: Stevo Pendarovski, político y académico macedonio, presidente de Macedonia del Norte entre 2019 y 2024.
- 1964: Bjarne Riis, ciclista danés.
- 1964: Nigel Farage, político británico.
- 1965: Nazia Hassan, cantante y actriz pakistaní (f. 2000).
- 1967: Pervis Ellison, baloncestista estadounidense.
- 1967: Gigi Zanchetta, actriz venezolana.
- 1967: Mark Skaife, piloto australiano de automovilismo.
- 1968: Sebastian Bach, cantante, compositor y actor bahamés.
- 1968: Sebastian Philip Bierk, cantante canadiense, de la banda Skid Row.
- 1968: Jamie Hewlett, historietista británico, de la banda Gorillaz.
- 1968: Sergi Arola, cocinero español.
- 1969: Lance Storm, luchador canadiense.
- 1970: Beatriz Artolazabal, política española.
- 1971: Vitālijs Astafjevs, futbolista letón.
- 1971: Emmanuel Collard, piloto francés de automovilismo.
- 1971: Suylén Milanés, cantante cubana (f. 2022), hija del cantautor Pablo Milanés.
- 1971: Picabo Street, esquiador estadounidense.
- 1972: Jennie Garth, actriz y cineasta estadounidense.
- 1972: Catherine McCormack, actriz británica.
- 1973: Jamie Bamber, actor británico.
- 1973: Prabhu Deva, actor indio.
- 1973: Adam Scott, actor estadounidense.
- 1974: Juliana Awada, esposa del expresidente argentino Mauricio Macri.
- 1974: Inma del Moral, modelo y actriz española.
- 1975: Michael Olowokandi, baloncestista nigeriano.
- 1976: Drew Shirley, guitarrista estadounidense, de la banda Switchfoot.
- 1977: Hussein Fatal, rapero estadounidense, de la banda Outlawz.
- 1977: César Martín, futbolista portugués.
- 1978: Matthew Goode, actor británico.
- 1978: María Barracuda, cantante mexicana.
- 1978: Tommy Haas, tenista alemán.
- 1978: Karyme Lozano, actriz mexicana.
- 1978: Roberto Pérez Toledo, guionista, director y productor de cine español (f. 2022).
- 1979: Norma Nivia, actriz y modelo colombiana.
- 1979: Grégoire, cantautor francés.
- 1979: Naif Al-Qadi, futbolista saudí.
- 1980: Fernando Ramallo, actor español.
- 1981: DeShawn Stevenson, baloncestista estadounidense.

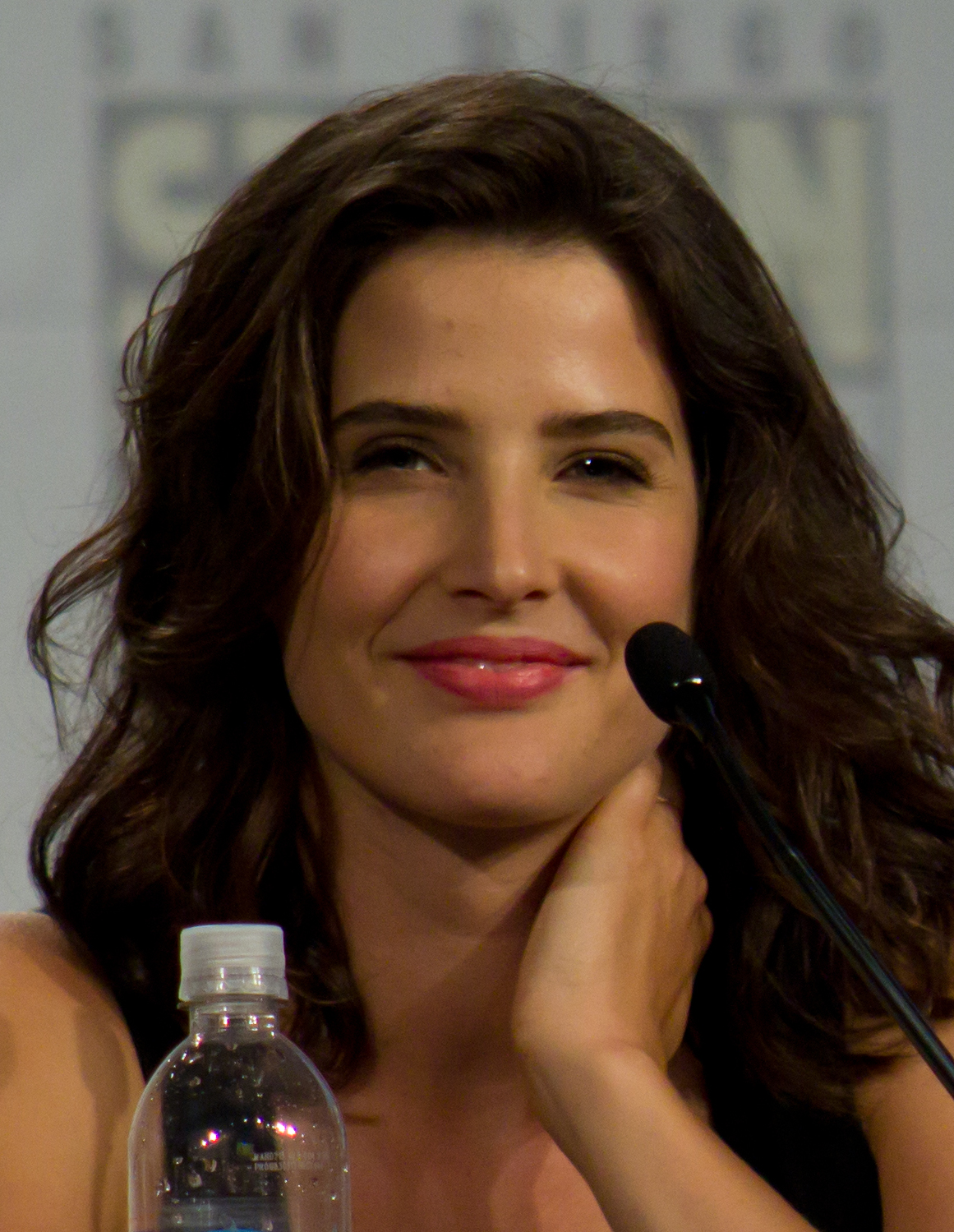
Cobie Smulders.

- 1982: Jared Allen, jugador estadounidense de fútbol americano.
- 1982: Sofia Boutella, bailarina y actriz francesa.
- 1982: Cobie Smulders, actriz y modelo canadiense.
- 1983: Ludovic Butelle, futbolista francés.
- 1983: Jhonathan Flórez, fue un deportista colombiano, en las modalidades del paracaidismo de salto BASE, traje de alas y caída libre. (f. 2015).
- 1983: Ben Foster, futbolista británico.
- 1984: José Basanta, futbolista argentino-mexicano.
- 1984: Jonathan Blondel, futbolista belga.
- 1984: Maxi López, futbolista argentino.

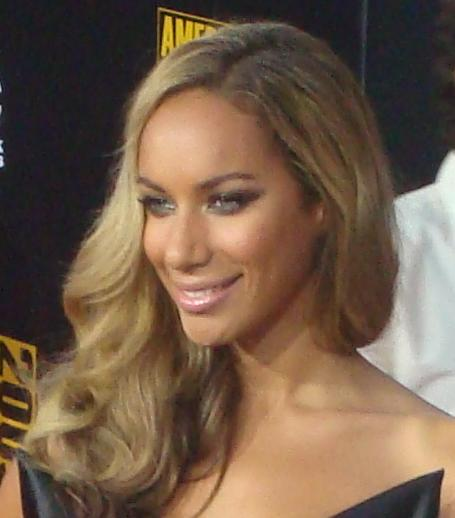
Leona Lewis.

- 1985: Marcello Gazzola, futbolista italiano.
- 1985: Jari-Matti Latvala, piloto finlandés de automovilismo.
- 1985: Leona Lewis, cantante británica.
- 1986: Amanda Bynes, actriz estadounidense.
- 1986: Jerry Messing, actor estadounidense.
- 1986: Sergio Sánchez, futbolista español.
- 1987: Gabylonia, rapera venezolana.
- 1987: Park Jung Min, cantante surcoreano de la banda SS501.
- 1987: Julián Simón, motociclista español.
- 1988: Tim Krul, futbolista neerlandés.
- 1990: Sotiris Ninis, futbolista griego.
- 1990: Lovre Kalinić, futbolista croata.
- 1991: Natalia Gaitán, futbolista colombiana.
- 1991: Hayley Kiyoko, actriz, directora, cantante, compositora y bailarina estadounidense.
- 1993: Nicole Gutiérrez, futbolista chilena.
- 1993: Michelle González, actriz y productora mexicana.
- 1993: Moussa Konaté, futbolista senegalés.
- 1994: Natacha Karam, actriz, boxeadora y presentadora irlandesa y libanesa.
- 1994: Srbuk, cantante armenia.
- 1995: Adrien Rabiot, futbolista francés.
- 1997: Gabriel Jesus, futbolista brasileño.
- 1997: Julio Recoba, futbolista uruguayo.
- 1997: Vahid Selimović, futbolista luxemburgués.
- 1997: Carlos Corts Valdivia, baloncestista español.
- 1997: Hidden Mistake, artista drag chilena.
- 1998: Pablo Arboine, futbolista costarricense.
- 1998: Gabriel Aubry, piloto de automovilismo francés.
- 1998: Wout Faes, futbolista belga.
- 1998: Paris Jackson, modelo estadounidense, hija de Michael Jackson.
- 1998: Aly Mallé, futbolista maliense.
- 1998: Max Purcell, tenista australiano.
- 1998: Roberts Uldriķis, futbolista letón.
- 1999: Nana Asakawa, actriz japonesa.
- 1999: Mark Donovan, ciclista británico.
- 1999: Brandon Horvath, baloncestista estadounidense.
- 1999: Luis Martínez Aguilar, futbolista mexicano.
- 1999: Mert Müldür, futbolista austriaco.
- 1999: Adrianna Sułek, atleta polaca.
- 1999: Katsuki Umezu, futbolista japonés.
- 1999: Jarred Vanderbilt, baloncestista estadounidense.
- 1999: Luca Witzke, balonmanista alemán.
- 2000: Valentin Guenchev, halterófilo búlgaro.
- 2000: Inbar Lanir, yudoca israelí.
- 2000: Rodrigo Montes, futbolista argentino.
- 2000: Kohei Okuno, futbolista japonés.
- 2000: Lucas Rosa, futbolista brasileño.
- 2000: Jacob Round, baloncestista británico.
- 2001: Nenad Kosteski, balonmanista macedonio.
- 2002: Tomás Esteves, futbolista portugués.
- 2002: Mona Tougaard, modelo danesa.
- 2003: Elsie Fisher, actriz estadounidense.
- 2003: Eddy Le Huitouze, ciclista francés.
- 2003: Pablo Torre, futbolista español.

## Fallecimientos
- 963: Guillermo III, rey francés (n. 915).
- 929: Al-Battani (Albategnius), notable astrónomo y matemático árabe, en la ciudad de Damasco (Siria).
- 1055: Idris II, rey musulmán malagueño (n. 1030).
- 1203: Arturo I, aristócrata bretón (n. 1187).
- 1287: Honorio IV, papa italiano (n. 1210).
- 1350: Odón IV, rey francés (n. 1295).
- 1441: Blanca I de Navarra, aristócrata navarra, esposa del rey de Sicilia (n. 1385).
- 1545: Antonio de Guevara, cronista y moralista español (n. 1481).
- 1606: Charles Blount, aristócrata francés (n. 1563).

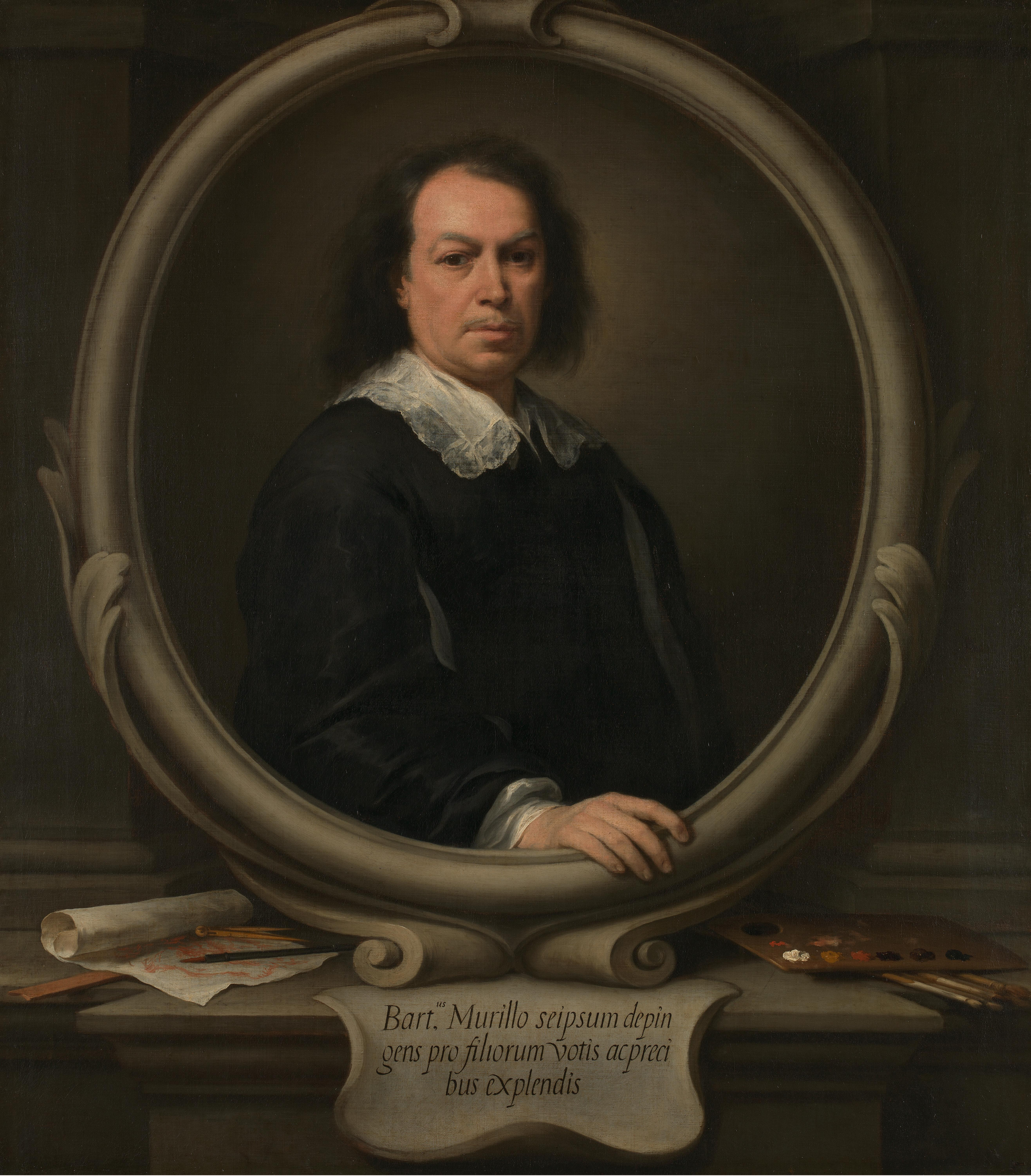
Bartolomé Esteban Murillo.

- 1682: Bartolomé Esteban Murillo, pintor español (n. 1617).
- 1693: Ana María Luisa de Orleans, aristócrata francesa (n. 1627).
- 1695: Melchior d'Hondecoeter, pintor neerlandés (n. c. 1636).
- 1718: Jacques Ozanam, matemático francés (n. 1640).
- 1780: Giovanni Battista Martini, músico italiano (n. 1706).
- 1792: George Pocock, admirante británico (n. 1706).
- 1822: Carmen Puch de Güemes, mujer argentina, esposa de Martín Miguel de Güemes (n. 1797).
- 1827: Ernst Chladni, físico alemán (n. 1756).
- 1849: Juliusz Słowacki, poeta polaco (n. 1809).
- 1862: James Clark Ross, explorador británico (n. 1800).
- 1868: Franz Berwald, compositor suizo (n. 1796).

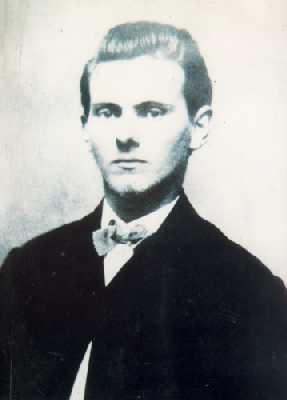
Jesse James.

- 1882: Jesse James, delincuente estadounidense (n. 1847).
- 1891: Dorotea de Chopitea, laica salesiana chilena (n. 1816).
- 1893: Pedro Diez Canseco Corbacho, militar y político peruano (n. 1815).

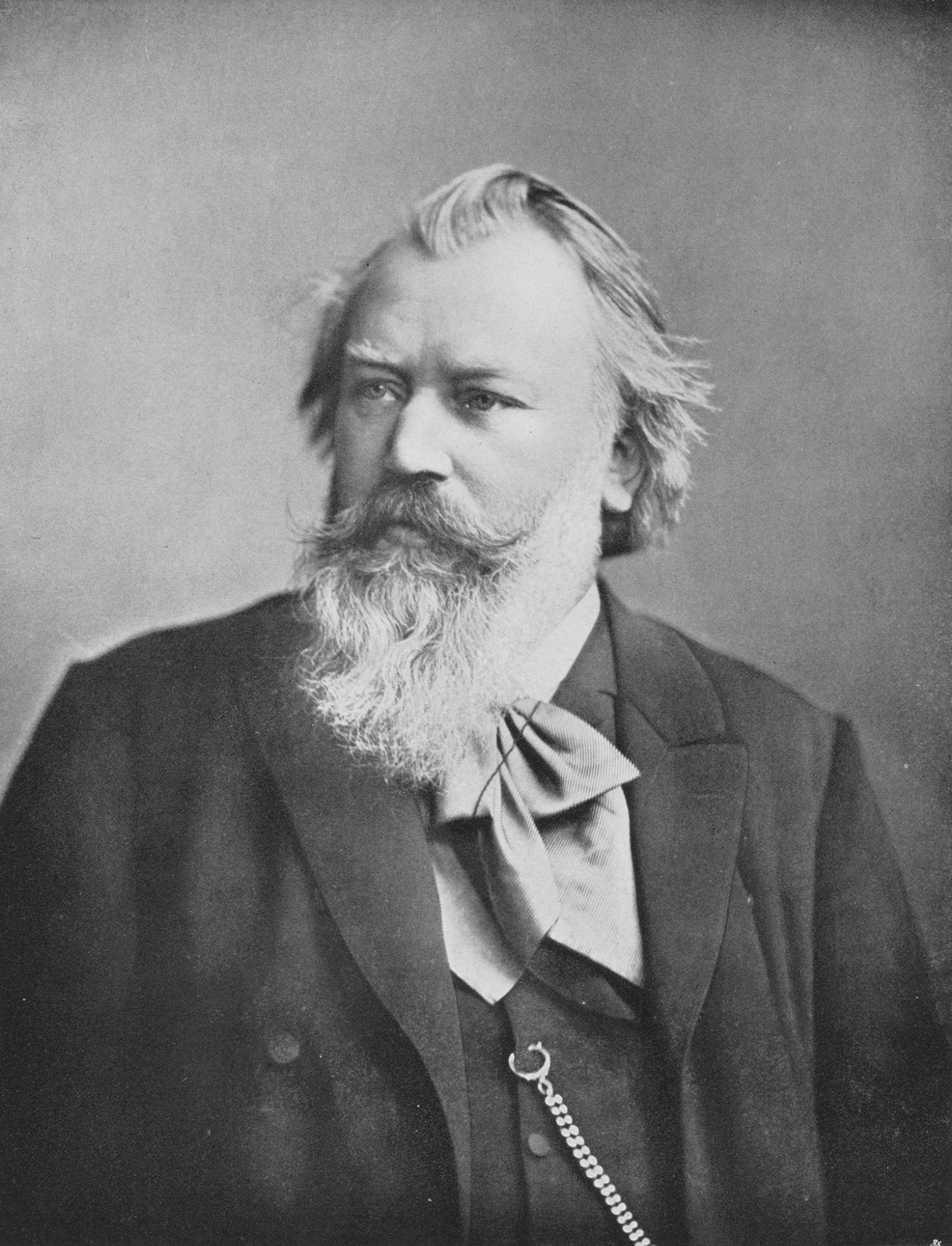
Johannes Brahms.

- 1897: Johannes Brahms, compositor y pianista alemán (n. 1833).
- 1901: Richard D'Oyly Carte, empresario británico (n. 1844).
- 1907: Theodor Aufrecht, indólogo alemán (n. 1822).
- 1908: Luis Aldunate Carrera, político chileno (n. 1842).
- 1909: Pascual Cervera y Topete, almirante español (n. 1839).
- 1910: Richard Abegg, químico alemán (n. 1869).
- 1918: Agustín Lhardy Garrigues pintor y cocinero español (n. 1847).
- 1918: José Pepe Sánchez, compositor cubano, precursor del bolero.
- 1927: Ezequiel Huerta Gutiérrez, beato mexicano (n. 1876).
- 1927: Marco Fidel Suárez, político y escritor colombiano (n. 1855).
- 1930: Fernando Guerrero Strachan, arquitecto español (n. 1879).
- 1932: Wilhelm Ostwald, químico y filósofo alemán, premio nobel de química en 1909 (n. 1853).
- 1936: Bruno Hauptmann, asesino del hijo del piloto Lindbergh (n. 1899).
- 1941: Pál Teleki, primer ministro húngaro (n. 1879).
- 1942: Paul Gilson, músico y compositor belga (n. 1865).
- 1943: Conrad Veidt, actor alemán (n. 1893).
- 1946: Masaharu Homma, general japonés (n. 1888).
- 1950: Kurt Weill, compositor y pianista alemán (n. 1900).
- 1956: Carlos Ibarguren, historiador y político argentino (n. 1877).
- 1961: Eliseo Mouriño, futbolista argentino (n. 1927).
- 1962: Manolis Kalomiris, compositor griego (n. 1883).
- 1969: Álvaro Carrillo (49), cantante y compositor mexicano de boleros (n. 1919).
- 1971: Ellery Queen, escritor estadounidense (n. 1905).
- 1971: Joseph Valachi, gánster estadounidense (n. 1904).
- 1972: Ferde Grofé, director de orquesta y compositor estadounidense (n. 1882).
- 1975: Mary Ure, actriz británica (n. 1933).
- 1978: Ray Noble, músico estadounidense (n. 1903).
- 1981: Juan Trippe, emprendedor estadounidense, fundador de Pan Am (n. 1899).
- 1982: Warren Oates, actor estadounidense (n. 1928).
- 1986: Peter Pears, tenor británico (n. 1910).
- 1987: María Antonia González, cubana radicada en México, cuya casa en la calle Emparan 49 C, devino punto de contacto de los revolucionarios cubanos que preparaban la expedición del yate Granma.
- 1988: Milton Caniff, historietista estadounidense (n. 1907).
- 1990: Luis Felipe de Peñalosa y Contreras, historiador español (n. 1912).

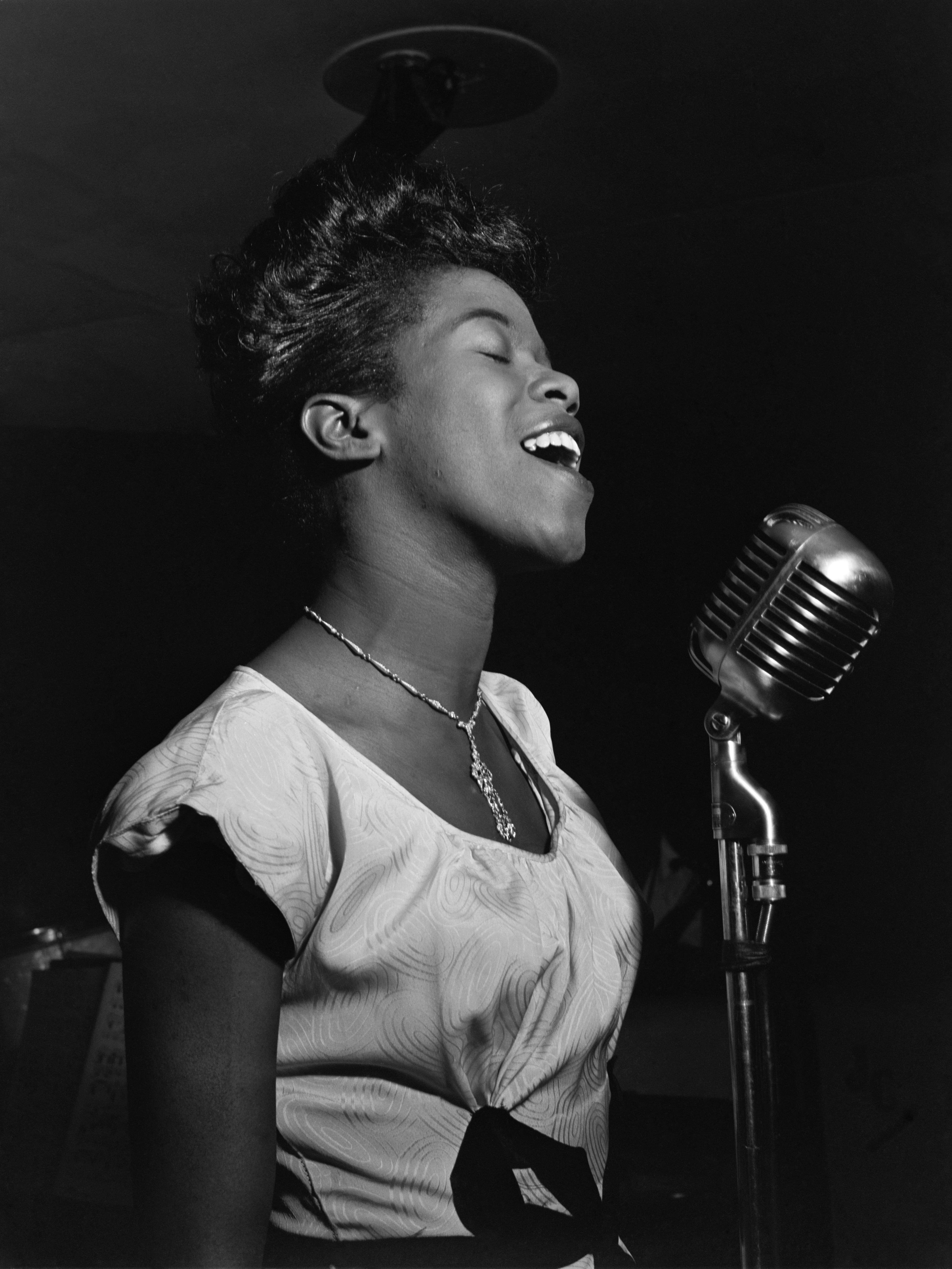
Sarah Vaughan.

- 1990: Sarah Vaughan, cantante estadounidense (n. 1924).
- 1991: Antoine Dignef, ciclista belga (n. 1910).
- 1991: Graham Greene, novelista británico (n. 1904).
- 1992: Ulises Hermosa,cantante y músico boliviano de la agrupación folclórica Los Kjarkas (n. 1954).
- 1992: Rodolfo Holzmann, compositor peruano (n. 1910).
- 1993: Eduardo Caballero Calderón, fue un escritor, diplomático y periodista colombiano (n. 1910).
- 1995: Gracita Morales, actriz española (n. 1928).
- 1997: Luis Sánchez Agesta, político e historiador español (n. 1914).
- 1998: Mary Lucy Cartwright, matemática británica (n. 1900).
- 1998: Rob Pilatus, bailarín y cantante alemán, integrante del dúo Milli Vanilli (n. 1965).
- 1998: Wolf Vostell, artista alemán (n. 1932).
- 2000: Hernán Castrillón Restrepo, periodista colombiano (n. 1937).
- 2000: Terence McKenna, escritor estadounidense (n. 1946).
- 2004: Gabriella Ferri, cantante italiana (n. 1942).
- 2009: Felipe Cruzat, niño chileno con insuficiencia cardíaca (n. 1997).
- 2010: Jesús Vásquez, cantante peruana (n. 1920).
- 2011: Nené Estivill, historietista español (n. 1926).
- 2012: Eduardo Luis Duhalde, abogado, juez, historiador y periodista argentino.
- 2012: Antonio Mingote, escritor y dibujante español (n. 1919).
- 2012: Salvador Romero Pittari, sociólogo y político boliviano (n. 1938).
- 2013: Mariví Bilbao, actriz española (n. 1930).
- 2013: Ruth Prawer-Jhabvala, novelista y guionista angloestadounidense nacida en Alemania.
- 2014: Pere Ventura, actor español (n. 1959).
- 2016: Joe Medicine Crow, escritor e historiador estadounidense (n. 1913).
- 2016: Leopoldo Flores, pintor mexicano (n. 1934).
- 2016: Phanor Arizabaleta, narcotraficante colombiano (n. 1938).
- 2018: Arrigo Petacco, escritor, periodista e historiador italiano (n. 1929).
- 2018: Lois Wheeler Snow, actriz estadounidense (n. 1920)
- 2019: Ana Cairo Ballester (69), ensayista, filósofa, historiadora y profesora universitaria cubana (n. 1949).
- 2020: Henri Ecochard, militar francés (n. 1923).
- 2021: Guram Dochanashvili, antropólogo, arqueólogo y escritor georgiano (n. 1939).
- 2021: Gloria Henry, actriz estadounidense (n. 1923).
- 2023: Mario Božić, futbolista bosnio (n. 1983).

## Celebraciones

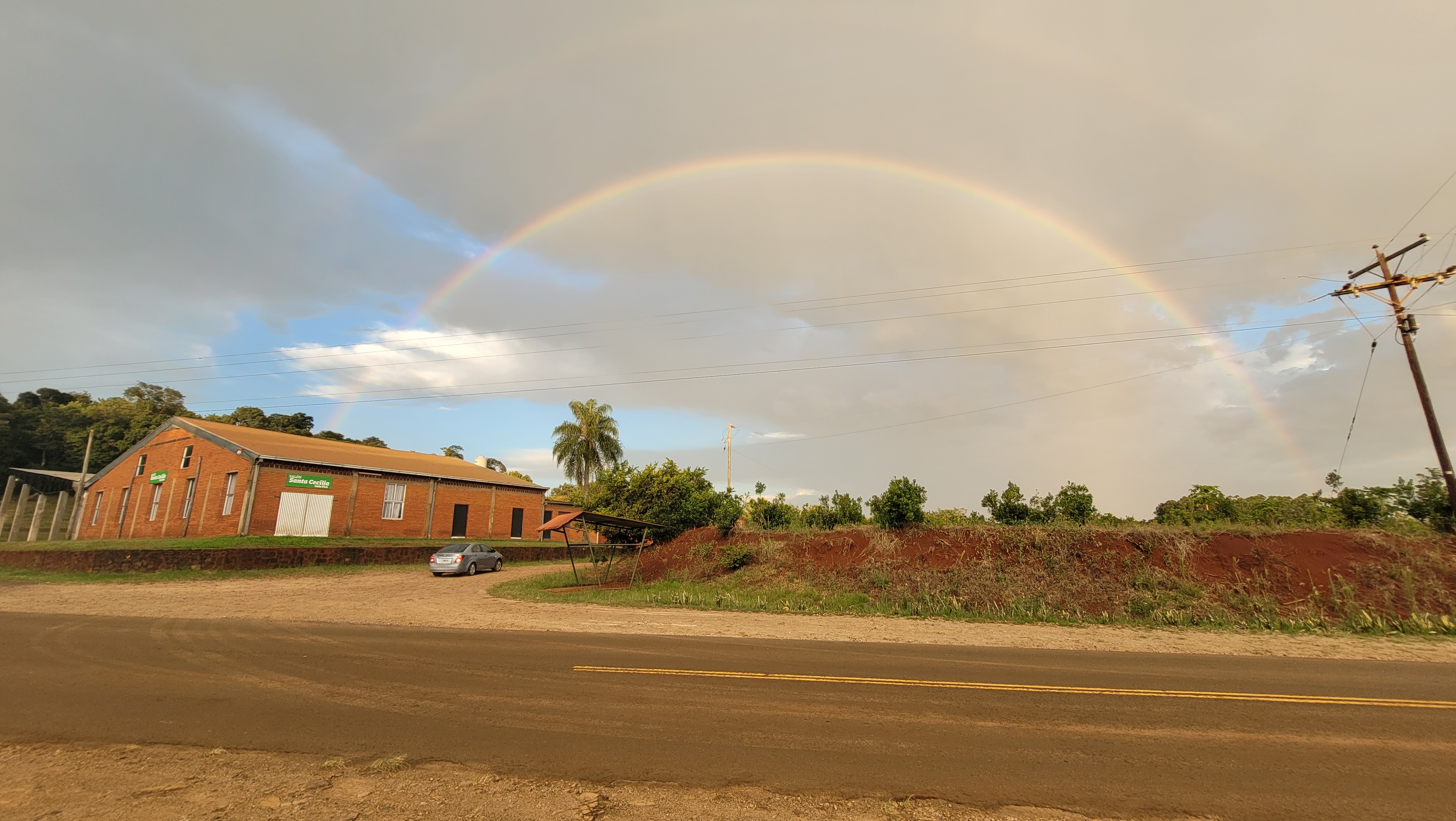
Arco Iris en el Valle del Cuña Pirú, Ruiz de Montoya, Misiones (Argentina).

- Día Mundial del Arco Iris.[4][5]

 Por países
(Por orden alfabético)
- Argentina: 
  -  Aniversario del Club Atlético Boca Juniors.[6]
Un 3 de abril de 1905, un grupo de seis adolescentes hijos de inmigrantes italianos funda en el barrio porteño de La Boca al Club Atlético Boca Juniors, el único que disputó todas las temporadas de la era profesional de Primera División del Fútbol Argentino inaugurada en 1931. Lleva ganados 70 títulos oficiales.
Fundación: 3 de abril de 1905 (120 años).
  - Día del Trabajador Papelero.[7][8]
En homenaje a la Federación de Obreros y Empleados del Papel, creada el 3 de abril del año 1989. Es por eso que en esta fecha se celebra la unidad de los sindicatos papeleros de Argentina y el reconocimiento del gremio al trabajador papelero.
  - Día del Obrero Maderero.
  - Día de la Empleada Doméstica.[9]
    -  Corrientes: 
      -  Aniversario de la Ciudad de Corrientes.[10]
Fundación: 3 de abril de 1588 (437 años).

- Estados Unidos: 
  - Día del Circo Americano.[11]
(en inglés: American Circus Day).
  - Día de Encontrar un Arco Iris.[12]
(en inglés: National Find a Rainbow Day).
  - Día de la Música Cinematográfica.[13]
Aprecio a las obras maestras musicales que han acompañado algunas de las historias más asombrosas del cine.
(en inglés: National Film Score Day).
  - Día del Artista Independiente.[14]
(en inglés: Independent Artist Day).
  - Día del Mousse de Chocolate.[15]
(en inglés: National Chocolate Mousse Day).
  - Día del Tweed.[16]
Para celebrar la famosa tela de lana procedente de Escocia.
(en inglés: National Tweed Day).

### Santoral católico
- San Sixto I, papa (128).[17]

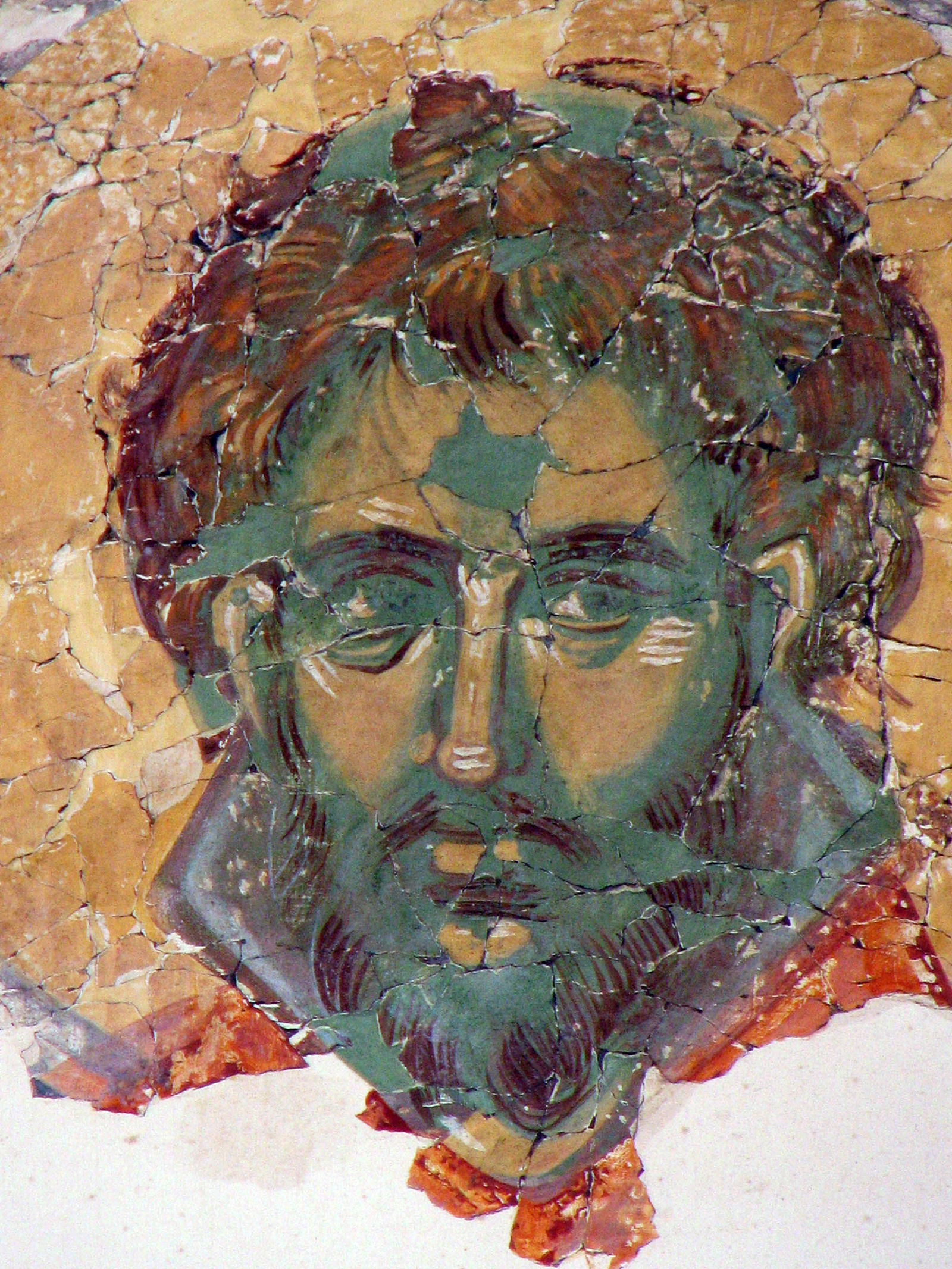
San Nicetas de Medicio.

- Santos Cresto y Papo de Tomis, mártires (c. s. IV).[17]
- San Ulpiano de Tiro, mártir (306).[17]
- San Juan de Nápoles, obispo (432).[17]
- San Nicetas de Medicio, hegúmeno (824).[17](imagen ilustrativa).
- San José Himnógrafo, presbítero (886).[17]
- San Ricardo de Chichester, obispo (1235).[17]
- Beato Gandulfo de Binasco Sacchi, presbítero (c. 1260).
- Beato Juan de Pina, presbítero (1275).[17]
- Beatos Roberto Middleton y Turstano Hunt, presbíteros y mártires (1601).[17]
- Beato Turstano Hunt (s. XVII).[17]
- San Luis Scrosoppi, presbítero (1884).[17]
- Beato Pedro Eduardo Dankowski, presbítero y mártir (1942).[17]